# Lancia (Formule 1)
Lancia působila ve Formuli 1 v letech 1954 a 1955, majitelem byla Italská automobilka Lancia.

## Kompletní výsledky ve Formuli 1
| Rok  | Šasi       | Motor         | Pneu    | Jezdci              | 1    | 2   | 3   | 4   | 5   | 6   | 7   | 8   | 9   | Body | Umístění |
| ---- | ---------- | ------------- | ------- | ------------------- | ---- | --- | --- | --- | --- | --- | --- | --- | --- | ---- | -------- |
| 1954 | Lancia D50 | Lancia 2.5 V8 | Pirelli |                     | ARG  | 500 | BEL | FRA | GBR | GER | SUI | ITA | ESP | -*   | -*       |
| 1954 | Lancia D50 | Lancia 2.5 V8 | Pirelli | Alberto Ascari      |      |     |     |     |     |     |     |     | Ret | -*   | -*       |
| 1954 | Lancia D50 | Lancia 2.5 V8 | Pirelli | Luigi Villoresi     |      |     |     |     |     |     |     |     | Ret | -*   | -*       |
| 1955 | Lancia D50 | Lancia 2.5 V8 | Pirelli |                     | ARG  | MON | 500 | BEL | NED | GBR | ITA |     |     | -*   | -*       |
| 1955 | Lancia D50 | Lancia 2.5 V8 | Pirelli | Alberto Ascari      | Ret  | Ret |     |     |     |     |     |     |     | -*   | -*       |
| 1955 | Lancia D50 | Lancia 2.5 V8 | Pirelli | Luigi Villoresi     | Ret† | 5   |     |     |     |     |     |     |     | -*   | -*       |
| 1955 | Lancia D50 | Lancia 2.5 V8 | Pirelli | Eugenio Castellotti | Ret† | 2   |     | Ret |     |     |     |     |     | -*   | -*       |
| 1955 | Lancia D50 | Lancia 2.5 V8 | Pirelli | Louis Chiron        |      | 6   |     |     |     |     |     |     |     | -*   | -*       |